# Sphondylium marginatum
Sphondylium marginatum är en flockblommig växtart som beskrevs av Franz Georg Hoffmann. Sphondylium marginatum ingår i släktet Sphondylium och familjen flockblommiga växter. Inga underarter finns listade i Catalogue of Life.